# Ferrari 801
La Ferrari 801 è stata la monoposto con cui la Scuderia Ferrari gareggiò nella stagione 1957 del Campionato mondiale di F1.
Erede diretta della Ferrari-Lancia D50, non riuscì tuttavia a replicarne i successi.

## La vettura

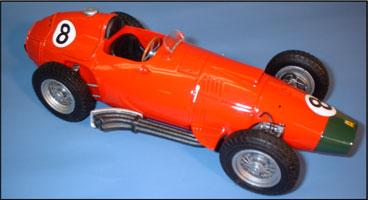
Modellino della Ferrari 801.

La stagione 1956 si concluse con la conquista del titolo mondiale da parte di Juan Manuel Fangio a bordo della Ferrari-Lancia D50. Per la stagione 1957, la vettura fu oggetto di numerose modifiche, tanto che la Ferrari decise di mutarne il nome in 801, dove l'"8" indica il numero dei cilindri e l'"1" sta per Formula 1, con lo "0" inserito per ottenere il classico numero a tre cifre.
La modifica più vistosa fu l'eliminazione dei due  caratteristici serbatoi laterali in favore dell'adozione di due serbatoi laterali di capacità ridotta più uno collocato alle spalle del pilota. Questo intervento migliorò sì la distribuzione dei pesi, ma in gara la vettura risentiva di più dello svuotamento dei serbatoi. Fu poi la volta del motore che vide aumentare l'alesaggio (80 mm) e diminuire la corsa (62 mm) per una cilindrata totale di 2 498 cm³ e una potenza di 275 CV a 8 200 giri/min. Il cambio era sempre in blocco con il differenziale a 5 marce più retromarcia. Il telaio fu leggermente modificato all'anteriore con l'eliminazione della struttura tubolare anteriore introdotta agli inizi del 1956 e l'adozione delle sospensioni anteriori della Supersqualo.
Per il 1958 venne sostituita dalla 246 F1

## Carriera agonistica
Il 1957 fu per la Ferrari avaro di soddisfazioni in Formula 1. Fangio, che ha sempre scelto la macchina giusta al momento giusto, era infatti passato alla Maserati dopo un anno in Ferrari ricco di incomprensioni, sia con la scuderia che con Ferrari stesso.
La gara di apertura, in Argentina, mise subito in chiaro che anche per quell'anno Fangio e la Maserati sarebbero stati la coppia da battere. L'argentino vinse infatti agevolmente davanti ad altre tre Maserati con le 801 classificate solo al 5º e 6º posto a due giri dal vincitore. A Monaco il copione fu più o meno lo stesso con Fangio vittorioso e le Ferrari attardate (Trintignant solo 5°, gli altri ritirati).
Ai successivi gran premi di Francia, Gran Bretagna e Germania arrivarono i tre migliori risultati stagionali per la 801 e la Ferrari: tre secondi posti grazie a Luigi Musso e Mike Hawthorn insieme a Peter Collins che si classificò terzo in Francia e Germania.
Le ultime due gare della stagione (GP di Pescara e d'Italia) videro l'affermazione di Stirling Moss, già vittorioso in Gran Bretagna, a bordo di una Vanwall. Le Ferrari invece mal figurarono a Pescara (Musso, unico ferrarista in gara, ritirato) e ottennero un 3º posto a Monza grazie a von Trips.
Il mondiale di Formula 1 andò per la quinta volta, la quarta consecutiva, a Fangio con 15 punti di vantaggio su Moss e 26 su Musso, il migliore dei Ferraristi.
Le uniche gare che videro la vittoria di una 801 furono in gran premi di Siracusa, Napoli e Reims, nessuna valida per il mondiale di F1, grazie a Peter Collins e Luigi Musso.

## Risultati completi
| 1957 | Squadra          | Gomme | Piloti      | ARG      | MON      | IND | FRA | GBR       | GER | PSC | ITA |
| ---- | ---------------- | ----- | ----------- | -------- | -------- | --- | --- | --------- | --- | --- | --- |
| 1957 | Scuderia Ferrari | E     | Collins     | 6† / Rit | Rit      |     | 3   | Rit / 4†‡ | 3   |     | 12  |
| 1957 | Scuderia Ferrari | E     | Musso       | Rit      |          |     | 2*  | 2         | 4   | Rit | 8   |
| 1957 | Scuderia Ferrari | E     | Hawthorn    | Rit      | Rit/Rit† |     | 4   | 3         | 2   |     | 6   |
| 1957 | Scuderia Ferrari | E     | von Trips   | 6        | Rit      |     |     |           |     |     | 3   |
| 1957 | Scuderia Ferrari | E     | Tritignant  |          | 5        |     | Rit | 4         |     |     |     |
| 1957 | Scuderia Ferrari | E     | Castellotti | Rit      |          |     |     |           |     |     |     |
| 1957 | Scuderia Ferrari | E     | Perdisa     | 6        |          |     |     |           |     |     |     |
| 1957 | Scuderia Ferrari | E     | de Portago  | 5†       |          |     |     |           |     |     |     |
| 1957 | Scuderia Ferrari | E     | González    | 5†       |          |     |     |           |     |     |     |

- * Giro più veloce in gara (1 punto)
- ** Più piloti hanno fatto segnare il giro più veloce in gara, dividendosi il punto a loro dovuto.
- † Posizione conquistata da più piloti che si sono avvicendati nella gara sulla stessa auto.
- ‡ Troppi pochi giri percorsi per ricevere punti